# تدبير أساسي للمجرى الهوائي
يتضمن التدبير الأساسي للمجرى الهوائي مجموعة من الإجراءات الطبية المطبقة لمنع انسداد المجرى الهوائي وضمان مسار مفتوح بين رئتي المريض والعالم الخارجي، ويتحقق ذلك عن طريق تسليك المجاري الهوائية ومنع انسداداها، وهو ما يُشار إليه غالباً بالاختناق، سواءً باللسان، أو المجاري الهوائية نفسها، أو أجسام غريبة أو مواد من الجسم ذاته، مثل الدم، أو نتيجة الرشف، وعلى عكس التدبير المتقدم للمجرى الهوائي، لا تعتمد التقنيات ذات التأثير الباضع الأدنى على استخدام معدّات طبية، ويمكن إجراؤها بالقليل من التدريب أو بدونه، ويعد تدبير المجرى الهوائي اعتباراً أساسياً في الإنعاش القلبي الرئوي، والتخدير، وطب الطوارئ، وطب العناية المركزة والإسعاف الأولي.

## التقييم

### عند الوعي
تتضمن أعراض انسداد المجرى الهوائي:
- عدم قدرة الشخص على التحدث أو الصراخ، أو مقاساته صعوبة بالغة وقدرة محدودة على القيام بذلك.
- يكون التنفس، إذا كان ممكناً، شاقاً ويصدر لهاثاً أو صفيراً.
- يعاني الشخص من سعال عنيف وغير طوعي عموماً، أو قرقرة، أو صوت إقياء، بيد أن ضحايا الاختناق الأكثر خطورة سيمتلكون قدرة محدودة (إن وجدت) على إظهار أي من هذه الأعراض نظراً لأنها تتطلب القليل من حركة الهواء على الأقل.
- يقبض الشخص بقوة على حلقه أو فمه، أو يحاول تحريض التقيؤ عن طريق إدخال إصبعه في حلقه.
- إذا لم يُستعاد التنفس، يتحول وجه الشخص للأزرق (الزُراق) بسبب نقص الأوكسيجين.

### عند الغياب عن الوعي
يجرى عادة تقييم التنفس لدى المرضى الغائبين عن الوعي بطريقة النظر، والسمع والحس، فتوضع الأذن فوق فم المريض حتى يتسنى سماع التنفس والإحساس به أثناء تحري ارتفاع الصدر أو البطن، ولا ينبغي أن تستغرق العملية أكثر من عشر ثوانٍ، وكما هي الحال لدى المرضى الواعين، يمكن سماع الصرير عند وجود انسداد في المجرى التنفسي، بينما يؤدي سقوط اللسان للخلف إلى الشخير، وغالباً ما يُخلط بين التنفس النزعي لدى المرضى الغائبين عن الوعي واسنداد المجاري الهوائية، ويوصى بالإنعاش القلبي الرئوي في حال توقف التنفس أو التنفس النزعي.

## المعالجة
تتضمن المعالجة عدداً من الإجراءات التي تهدف إلى إزالة الأجسام الغريبة من المجاري الهوائية، فتوصي معظم البروتوكولات الحديثة، بما فيها تلك الخاصة بالجمعية الأمريكية للقلب، والصليب الأحمر الأمريكي ومجلس الإنعاش الأوروبي، بعدة مراحل مصممة لتطبيق ضغط متزايد، وتوصي معظم البروتوكولات بتشجيع المريض على السعال، متبوعاً بضربات قوية على الظهر، وإذا لم ينجح أي من ذلك، تُجرى دفعات بطنية (مناورة هيمليك) أو صدرية، وتوصي بعض الإرشادات بالمناوبة بين الدفعات البطنية والضربات الظهرية.

### تشجيع الضحية على السعال
أُدخلت هذه المرحلة في العديد من البروتوكولات، إذ وُجد أن العديد من الأشخاص كانوا أكثر تسرعاً من أن يتولّوا تدخلات قد تكون خطيرة مثل الدفعات البطنية، فيما يخص مواداً قد لا يتطلب إخراجها تدخلاً، وبالإضافة إلى ذلك، إذا نتج الاختناق عن مواد مهيّجة أكثر من كونها سادّة، وإذا كان المريض صاحياَ، ينبغي أن يتاح له شرب الماء بنفسه لمحاولة تسليك حلقه، ونظراً لأن المجرى الهوائي مغلق أصلاً، يكون خطر دخول الماء للرئتين ضئيلاً جداً، ويُعد السعال أمراً عادياً بعد إخراج معظم المادة المخرجة، وعند هذه المرحلة سيرفض المريض غالباً أي ماء إضافي لفترة قصيرة.

### ضربات الظهر
توصي معظم البروتوكولات بتشجيع الضحية على السعال، متبوعاً بضربات بكعب اليد على الجزء العلوي من ظهر الضحية، ويتفاوت عدد الضربات حسب جهة التدريب، ولكنه يتراوح عادةً بين خمسة إلى عشرين ضربة، فعلى سبيل المثال، يوصي المجلس الأوروبي للإنعاش ومايو كلينيك بخمس ضربات بين لوحي الكتف، وقد صُممت الضربة على الظهر لاستخدام الطَرق لخلق ضغط خلف الانسداد يساعد الضحية على إخراج المادة السادّة، وفي بعض الحالات قد يكون الاهتزاز الفيزيائي للإجراء كافياً ليتسبب بتحرك المادة بشكل كافي لتسليك المجرى الهوائي. 

### الدفعات البطنية
يتضمن إجراء الدفعات البطنية وقوف المنقذ خلف المريض واستخدام يديه لتطبيق ضغط على أسفل الحجاب الحاجز، ما يضغط على الرئتين ويطبق ضغطاً على المادة المستقرة في القصبة الهوائية، على أمل طردها، ويوصي المجلس الأوروبي للإنعاش ومايو كلينيك بالمناوبة بين خمس ضربات ظهرية وخمس دفعات بطنية في حالات الانسداد الشديد للمجرى الهوائي، وفي بعض المناطق، مثل أستراليا، تعتقد السلطات أنه لا توجد أدلة علمية كافية لدعم استخدام الدفعات البطنية، لذا لا توصي باستخدامها في الإسعاف الأولي، بل توصي بالدفعات الصدرية عوضاً عنها، ويمكن للمريض أن يجري الدفعات البطنية لى نفسه أيضاً باستخدام جسم ثابت مصل السور أو ظهر الكرسي ليطبق الضغط في نفس المكان الذي يطبق المنفذ الضغط عليه بيديه عادةً، وكما هي الحال في الأنماط الأخرى من هذا الإجراء، يمكن أن يؤدي لإصابات داخلية. 

### الدفعات الصدرية
إذا لم يكن المريض قادراً على تلقي ضغط على بطنه، يستعاض عن الدفعات البطنية بالدفعات الصدرية، مثل حالة النساء الحوامل، والبدينين وغيرهم، وتُطبق الدفعات الصدرية بطريقة البطنية ذاتها، بالضغط نحو الداخل على النصف السفلي من عظمة القص (عظم الصدر)، وتجدر الإشارة إلى أن منطقة الضغط عند النساء تكون أعلى عادة من مستوى الثديين. لا يُركّز الضغط على نهاية عظم الصدر لتجنب كسرها.

### المسح بالأصابع
تؤيد الجمعية الطبية الأمريكية بمسح الأصابع عبر الجزء الخلفي من الحلق لمحاولة إزالة انساداد المجرى الهوائي، حالما تفقد الضحية المختنقة وعيها، ولكن توصي العديد من البروتوكولات الحديثة بعدم تطبيق المسح بالأصابع، نظراً لأن المريض سيستطيع إخراج الجسم الغريب بنفسه إذا كان صاحياً، أما إذا كان فاقداً للوعي، فينبغي على المنقذ وضعه بوضعية الإفاقة ببساطة، والتي تسمح (إلى حد ما) بتصريف السوائل خارج الفم بدلاً من داخل القصبة الهوائية بفعل الجاذبية، وقد يترتب على استخدام المسح بالأصابع خطر التسبب بضرر إضافي (مثلاً تحريض الإقياء).

## الوقاية
تركز تقنيات الوقاية على منع اللسان من السقوط للخلف وسد المجرى الهوائي، مثل مناورات إمالة الرأس مع رفع الذقن ودفع الفك، بينما تفيد وضعية الإفاقة بمنع رشف سوائل مثل محتوى المعدة أو الدم، ولكن إذا أُجريت المناورات المذكورة بوجود مادة سادة للمجرى التنفسي، فإنها قد تدفع بها أكثر داخل المجرى مسببة بالتالي انسداداً أكبر وإزالة أصعب.
تُعتبر إمالة الرأس مع رفع الذقن المناورة الرئيسية المطبقة على أي مريض لا يُشك بوجود إصابة في العمود الفقري العنقي لديه، وتتضمن الطريقة الأبسط لضمان مجرى هوائي مفتوح لدى مريض فاقد الوعي استخدام تقنية إمالة الرأس مع رفع الذقن، والتي تؤدي لرفع اللسان عن الجزء الخلفي للحلق، وتُجرى بإمالة الرأس للخلف بتطبيق ضغط عادةً على الجبين والذقن، وتُدرّس هذه المناورة في معظم دورات الإسعاف الأولي كطريقة معيارية لتسليك المجرى الهوائي.
وتُعتبر مناورة دفع الفك فعالة، وخصوصاً لدى المرضى الذين تشكل إصابة العمود الفقري العنقي لديهم مصدر قلق، وتُطبق أيضاً على مريض مستلقٍ، فيستخدم المنقذ السبابتين والإصبعين الأوسطين لدفع الجوانب الخلفية للفك السفلي نحو الأعلى بينما يضغط بإبهاميه على الذقن لفتح الفم، وعندما يزاح الفك السفلي نحو الأمام، فإنه يسحب اللسان للأمام ويمنعه من سد مدخل القصبة الهوائية.